# Yuka Kawase
Yuka Kawase (14 marzo 2002) è una nuotatrice artistica giapponese.

## Palmarès
- Mondiali

Budapest 2022: argento nel libero combinato
Singapore 2025: argento nella gara a squadre (programma libero).

### Coppa del Mondo
- 7 podi:
  - 5 secondi posti (5 nella gara a squadre)
  - 2 terzi posti (2 nella gara a squadre)